# Grammonus ater
La brotola nera (Grammonus ater (Risso, 1810)), nota anche come brotula, è un pesce osseo marino appartenente alla famiglia Bythitidae.

## Descrizione
Questo pesce ha corpo piuttosto allungato e schiacciato lateralmente; la testa è grande. La bocca è molto ampia e supera largamente l'occhio, che è piccolo. La pinna dorsale e la pinna anale si uniscono all'estremità del corpo, in modo che non c'è una pinna caudale riconoscibile. Le pinne pettorali sono grandi mentre le pinne ventrali sono ridotte ad un filamento biforcuto. La linea laterale è doppia, la superiore inizia all'altezza dell'opercolo e si interrompe a circa due terzi del corpo, quella inferiore parte da sotto la pinna pettorale e raggiunge l'estremo posteriore del corpo. scaglie piccole.
Il colore è scuro, bruno rossiccio o violaceo uniforme, con la pinna impari più scura.
Non supera i 12 cm di lunghezza.

## Biologia
Nuota con ondulazioni della pinna impari e con le pinne pettorali.
Si tratta di una specie notturna che sta spesso nella sua tana, molto difficile da individuare da parte dei subacquei.

### Alimentazione
Si ciba di invertebrati del benthos.

### Riproduzione
Si tratta di una specie vivipara.

## Distribuzione e habitat
Questa specie è endemica del mar Mediterraneo dove è nota nel bacino occidentale e nel mar Adriatico sulle coste dalmate. Apparentemente è raro e molto localizzato.
Si tratta di una specie abissale presente almeno fino a 700 metri di profondità. È stata però incontrata più volte da subacquei nelle parti più oscure delle grotte sottomarine, in acque talvolta bassissime. Di notte può essere talvolta incontrata anche fuori dalle grotte. Probabilmente effettua delle migrazioni dalle profondità abissali verso acque più basse in agosto.

## Pesca
Viene catturata solo occasionalmente con le reti a strascico.
Nulla si sa circa la sua commestibilità.